# Matthias Platzeck
Matthias Platzeck (født 29. december 1953 i Potsdam, DDR) er en tysk politiker, der fra 2002 til 2013 var ministerpræsident i delstaten Brandenburg. Fra november 2005 til april 2006 var han desuden formand for SPD.
Platzeck læste efter studentereksamen biomedicinsk kybernetik ved Technische Universität Ilmenau. Som færdiguddannet arbejdede han ved et institut for hygiejne i Karl-Marx-Stadt (nu Chemnitz) og på hospitalet i Bad Freienwalde. Fra 1982 til 1990 var han leder af afdelingen for miljøhygiejne ved hygiejneagenturet i Potsdam. Fra 1982 til 1987 videreuddannede han sig ved Akademie für Ärztliche Fortbildung der DDR i Berlin-Lichtenberg. Akademiet hørte under DDR's sundhedsministerium.
Han begyndte sit politiske engagement i LDPD i det daværende DDR og var i april 1988 med til at danne miljøorganisationen Arbeitsgemeinschaft für Umweltschutz und Stadtgestaltung, fork. ARGUS. Da ARGUS i 1989 var med til at stifte Grüne Liga – en paraplyorganisation for miljøgrupper – var Platzeck talsmand og deltog derfor i møder over hele landet under die Wende. Samtidig med stiftelsen af Grüne Liga dannedes Grüne Partei der DDR. Platzeck blev minister uden portefølje for partiet i Hans Modrows regering fra februar til april 1990. Ved valget til Volkskammer i 1990 blev han valgt for Grüne Partei, og han blev sekretær for den grønne gruppe i parlamentet, der også talte Bündnis 90. I oktober samme år blev han medlem af landdagen i Brandenburg for Bündnis 90, og var miljøminister fra 1990 til 1994, hvor Bündnis 90's regeringssamarbejde med SPD og FDP ophørte. Grundet utilfredshed med Bündnis 90's sammenlægning med det vesttyske grønne parti til Bündnis 90/Die Grünen valgte han i 1993 at forlade partiet. Han forblev dog miljøminister, og blev populær i hele Tyskland for at organisere hjælp til ofrene for en oversvømmelse af Oder i 1997. Siden 1995 har han været medlem af SPD. I 1998 blev han valgt til borgmester i Potsdam og afviste et tilbud fra kansler Gerhard Schröder om at blive minister i forbundsregeringen.
Platzeck blev medlem af delstatsledelsen i SPD i Brandenburg i 1998 og i 1999 tillige medlem af partiets landsledelse. I 2000 blev han formand for SPD i Brandenburg. Han efterfulgte Manfred Stolpe som Brandenburgs ministerpræsident i 2002 og dannede en koalitionsregering med CDU. Ved valget i 2004 fortsatte det samarbejde. Matthias Platzeck var formand for Bundesrat i 2004/2005. Da Franz Müntefering trak sig som partiformand for SPD blev Platzeck valgt som formand 15. november 2005. Han måtte trække sig fra posten grundet dårligt helbred allerede i april året efter, og ny formand for partiet blev Kurt Beck.
I august 2013 trak han sig tilbage som ministerpræsident og formand for SPD i Brandenburg. Han blev efterfulgt af Dietmar Woidke.